# Amata xanthura
Amata xanthura är en fjärilsart som beskrevs av Turner 1905. Amata xanthura ingår i släktet Amata och familjen björnspinnare. Inga underarter finns listade i Catalogue of Life.